# Réduction d'impôt pour l'emploi à domicile
 (octobre 2015).
La réduction d'impôt pour l'emploi à domicile concerne les dépenses liées à l'emploi d'un salarié à domicile.

## Fiscalité française
Cette réduction concerne l'emploi à domicile d'une personne salariée : garde d'enfants, professeur particulier, jardinier ou femme de ménage. Elle a concerné en 2003, 1,5 million d'employeurs à domicile. Cet impôt est considéré comme favorisant les familles et les classes moyennes, et ayant un impact direct sur le marché de l'emploi.
Le coût de la mesure pour les caisses de l'État est estimé à 60 millions d'euros pour 2006, compensé par les emplois qui sont créés grâce à cette mesure. De plus cette mesure permet de diminuer le travail au noir, en fait de l'intégrer en partie dans l'économie normale; une hausse du plafond conduit à un relèvement du nombre d'heures déclarées par les employeurs.
Cette mesure est vivement critiquée par la gauche qui y voit un « cadeau aux plus riches », « cette réduction représente un salaire mensuel de SMIC sur onze mois », alors qu'elle avait été instaurée en 1992 par la ministre socialiste Martine Aubry. Parmi ses détracteurs Didier Migaud (PS), ancien rapporteur général du budget, et Nicole Borvo, présidente du groupe communiste au Sénat.
Pour 1995, 1996 et 1997, le plafond fut monté à 13 800 € par le premier ministre Édouard Balladur. Pour 1998, le nouveau premier ministre socialiste, Lionel Jospin le diminua de moitié dans le cadre d'un ensemble de mesures qui comprenaient la mise sous condition de ressources des allocations familiales et la baisse de l'allocation de garde d'enfants à domicile (AGED). Cependant il fit une différenciation pour les personnes handicapées qui ont conservé le plafond à 13 800 €.
En 2002, le nouveau premier ministre de droite, Jean-Pierre Raffarin, envisagea de monter ce plafond à 10 000 €, mais recula face à l'opposition de gauche, pour finalement le fixer à 7 400 €. Cependant en 2003, il réussira à le fixer à 10 000 €.
L'annonce de la nouvelle modification pour 2005 constitue un geste politique spectaculaire, qui ne coûte rien pour 2005 et peu pour 2006 (60 millions €). Au total le plafond aura augmenté d'un peu plus de 117 % en trois ans.

### Évolution du plafond de la réduction d'impôt
Ce tableau permet de suivre l'évolution du plafond de la réduction d'impôt pour l'emploi à domicile en euros et par an.
| Année | Montant du plafond | Montant spécial (1) | Commentaire                   |
| ----- | ------------------ | ------------------- | ----------------------------- |
| 1993  | 3 964              | -                   | instauré par Martine Aubry    |
| 1994  | 3 964              | -                   | -                             |
| 1995  | 13 800             | -                   | augmenté par Édouard Balladur |
| 1996  | 13 800             | -                   | -                             |
| 1997  | 13 800             | -                   | -                             |
| 1998  | 6 900              | 13 800              | baissé par Lionel Jospin      |
| 1999  | 6 900              | 13 800              | -                             |
| 2000  | 6 900              | 13 800              | -                             |
| 2001  | 6 900              | 13 800              | -                             |
| 2002  | 7 400              | 13 800              | augmenté par J.-P. Raffarin   |
| 2003  | 10 000             | 13 800              | augmenté par J.-P. Raffarin   |
| 2004  | 10 000             | 13 800              | -                             |
| 2005  | 15 000             | 20 000              | augmenté par Nicolas Sarkozy  |

(1) Un montant spécial est réservé pour « les contribuables invalides qui sont aidés à domicile, ainsi que pour les familles ayant un enfant handicapé ».
À compter de l'imposition des revenus de 2007 (déclaration souscrite courant 2008), l'avantage fiscal prend la forme d'un crédit d'impôt sur le revenu égal à 50 % et non plus seulement une réduction d'impôts. Ce crédit d'impôt s'applique aux contribuables exerçant une activité professionnelle ou demandeurs d'emploi. Dans le cas du crédit d'impôt, le fisc procède à un versement au contribuable dont l'impôt est inférieur au crédit d'impôt. Les foyers fiscaux dans lesquels au moins un des contribuables n'exerce pas d'activité professionnelle (retraité ou mère au foyer, par exemple), continuent à bénéficier d'une réduction d'impôt : cette réduction ne peut dépasser le montant de leur impôt.
À compter de la déclaration de revenus pour l’année 2009 (déclaration souscrite courant 2010), le plafond de l’avantage fiscal est renforcé en faveur des seuls contribuables qui en bénéficient pour la première fois : il est porté à 15 000 € (soit un avantage fiscal de 7 500 € par an) + 1 500 €/enfant à charge dans la limite de deux enfants.